# Чустский район
Чустский район (тума́н; узб. Chust tumani / Чуст тумани) — район в Наманганской области Узбекистана. Административный центр — город Чуст.

## История
Чустский район был образован в 1938 году и вошёл в состав Ферганской области. В 1941 году отошёл к Наманганской области. В 1960 году вновь передан в Ферганскую область. 31 марта 1961 года переведён в Андижанскую область. В 1967 году возвращён в состав Наманганской области.

## Административно-территориальное деление
По состоянию на 1 января 2011 года, в состав района входят:
Город
1. Чуст.

12 городских посёлков:
1. Алмос,
2. Ахча,
3. Варзик,
4. Гова,
5. Ёркишлок,
6. Каркидон,
7. Карнан,
8. Коракургон,
9. Саримсоктепа,
10. Хисарак,
11. Шаён,
12. Мирзаобод.

11 сельских сходов граждан:
1. Алмас,
2. Ахча,
3. Баймак,
4. Варзик,
5. Гова,
6. Каркидон,
7. Карнан,
8. Огасарай,
9. Хисарак,
10. Шаён,
11. Шуркент.

## Достопримечательности
- Мечеть Абдумалик